# 希烏塔區
15°33′50″S 33°18′07″E / 15.564°S 33.302°E

希烏塔區（葡萄牙語：Chiuta），是莫桑比克的行政區，位於該國西北部，由太特省負責管轄，首府設於曼熱，面積6,887平方公里，2007年人口74,534，人口密度每平方公里11人。